# Geoxus annectens
Geoxus annectens es una especie de roedor de la familia Cricetidae.

## Distribución geográfica
Se encuentra sólo en Chile.